# Anagrus atomus
Espèce
Anagrus atomus est une espèce d'insectes hyménoptères de la famille des Mymaridae, originaire de la région paléarctique.
Il s'agit d'une petite guêpe qui parasite les œufs de cicadelles et qui est utilisée comme agent de lutte biologique. Elle est commercialisée dans la région OEPP où elle est utilisée depuis 1994, en particulier dans les cultures de tomates en serre, notamment en Allemagne, en Belgique, en France, en Espagne, aux Pays-Bas et au Royaume-Uni, dans les cultures sous serre, contre les cicadelles.

## Synonymes
Selon Catalogue of Life (26 mars 2015)  :
- Anagrus atomus (Linnaeus, 1767)
- Anagrus bartheli Tullgren, 1916
- Anagrus devius Soyka, 1956
- Anagrus gabitzi Soyka, 1956
- Anagrus hundsheimensis Soyka, 1956
- Anagrus kressbachi Soyka, 1956
- Anagrus lemonicolor Soyka, 1956
- Anagrus levis Soyka, 1956
- Anagrus minimus Menozzi, 1942
- Anagrus stammeri Soyka, 1956
- Anagrus tullgreni Hedqvist, 1954
- Anagrus varius Soyka, 1956
- Cynipsichneumon atomus (Linnaeus, 1767)
- Ichneumon atomos Linnaeus
- Ichneumon atomus Linnaeus, 1767
- Mymar atomus (Linnaeus, 1767)